# باسكوال فازيو
باسكوال فازيو (بالإيطالية: Pasquale Fazio)‏ (10 يونيو 1989 بمسينة في إيطاليا - ) هو لاعب كرة قدم إيطالي في مركز الدفاع. لعب مع نادي ترنانا وASD Nuova Igea Virtus ‏ ونادي طرابنش 1905 ‏ وFidelis Andria 2018 ‏ وSSD Casarano Calcio ‏.

## روابط خارجية
- باسكوال فازيو على موقع قاعدة بيانات كرة القدم.إي يو (الإنجليزية)
- باسكوال فازيو على موقع Soccerway.com (الإنجليزية)
- باسكوال فازيو على موقع عالم كرة القدم.نت (الإنجليزية)